# Dammsjön (Torsåkers socken, Gästrikland, 671566-153178)
Dammsjön är en sjö i Hofors kommun i Gästrikland och ingår i Gavleåns huvudavrinningsområde. Sjön är 7 meter djup, har en yta på 0,234 kvadratkilometer och är belägen 113,3 meter över havet.

## Delavrinningsområde
Dammsjön ingår i det delavrinningsområde (671457-153099) som SMHI kallar för Utloppet av Dammsjön. Medelhöjden är 151 meter över havet och ytan är 6,47 kvadratkilometer. Räknas de 2 avrinningsområdena uppströms in blir den ackumulerade arean 12,77 kvadratkilometer. Vattendraget som avvattnar avrinningsområdet har biflödesordning 4, vilket innebär att vattnet flödar genom totalt 4 vattendrag innan det når havet efter 72 kilometer. Avrinningsområdet består mestadels av skog (77 procent) och jordbruk (11 procent). Avrinningsområdet har 0,23 kvadratkilometer vattenytor vilket ger det en sjöprocent på 3,6 procent.